# Filips van Campene
Filips van Campene (Gent, vóór 1548 – bij Leuven, na 1585) was een Vlaams edelman, advocaat en dagboekschrijver.

## Leven
Hij was de tweede zoon van Jan van Campene en Josijne Ranst, die hem lieten studeren tot licentiaat in de beide rechten. Na enige tijd te hebben ingewoond in de abdij van Tongerlo, trouwde hij met Jozijne Tarleer, dochter van een goudsmid. Ze hadden zeven kinderen.
Filips van Campene was advocaat in de Raad van Vlaanderen. Net als zijn oudere broer Cornelis van Campene was hij een gematigd katholiek. Na het overlijden van Cornelis in 1567 zette hij op diens verzoek het dagboek verder dat deze was begonnen naar aanleiding van de godsdiensttroebelen. In 1568 kwam hij voor de Raad van Beroerten tussen voor zijn broer Jan van Campene, maar hij kon geen uitstel van straf bekomen.
Tijdens de Gentse republiek legde hij in 1580 de eed af op het calvinisme en zwoer hij koning Filips II van Spanje af, maar na de val van het calvinistische bewind in 1585 was hij een van de eersten om te biechten en vergiffenis te vragen. Korte of lange tijd later moet hij Gent hebben verlaten, want hij werd leesmeester van de jonghers in Leuven. Hij werd buiten deze universiteitsstad begraven.

## Dagboek
Het dagboek van de broers beslaat de jaren 1566-1585. In 1867 vond Frans De Potter een autograaf Nederlands deel ervan terug, dat liep tot 5 april 1571. Tot die vondst was het werk alleen bekend uit de Latijnse vertaling gemaakt door Filips van Campene onder de titel Diarium rerum Gandavensium, en uit de 18e-eeuwse terugvertaling daarvan door pastoor Jan Pieter van Male. Dit laatste werk, uitgegeven door Philip Blommaert, vertoonde tal van gebreken en was toegeschreven aan de broers De Kempenare (wat dus Van Campene had moeten zijn).

## Handschriften
- Dagboek betreffende de geschiedenis van Gent 1566-1571 (Gent, Universiteitsbibliotheek, ms. G. 28)
- Diarium rerum Gandavensium, ab anno 1566 usque ad annum 1585, per magistrum Philippum Campenaeum (Brussel, Koninklijke Bibliotheek, ms. 16.892 en 16.893)

## Uitgave
- Dagboek van Cornelis en Philip van Campene, behelzende het verhaal der merkwaardigste gebeurtenissen, voorgevallen te Gent sedert het begin der godsdienstberoerten tot den 5en april 1571, ed. Frans De Potter, Gent, 1870 (herdrukt 2001)

## Voetnoten
1. ↑  Judith Pollmann, Catholic Identity and the Revolt of the Netherlands, 1520‐1635, 2011, p. 203
2. ↑  Frans De Potter, Dagboek van Cornelis en Philip van Campene, behelzende het verhaal der merkwaardigste gebeurtenissen, voorgevallen te Gent sedert het begin der godsdienstberoerten tot den 5en april 1571, Gent, 1870, p. XV
3. ↑  Vinken (Livina), Ghijsken, Hanneken (jong gestorven), Lipken (Philip), Hanneken, Janneken en Jozijnken